# Vitalij Medvedev
Vitalij Michajlovič Medvedev (in ucraino Вiталiй Михайлович Медведєв?; Chirchiq, 7 maggio 1983) è uno schermidore ucraino.

## Biografia
È nato in Uzbekistan.
Ha rappresentato l'Ucraina ai Giochi olimpici di Pechino 2008.

## Palmarès
- Mondiali

Budapest 2013: argento nella spada a squadre.
- Europei

Zagabria 2013: bronzo nella spada a squadre.
- Universiade

Belgrado 2009: bronzo nella spada a squadre.